# Nave (tipo di veliero)

Schema della velatura di un bastimento armato a nave in configurazione classica a 3 alberi

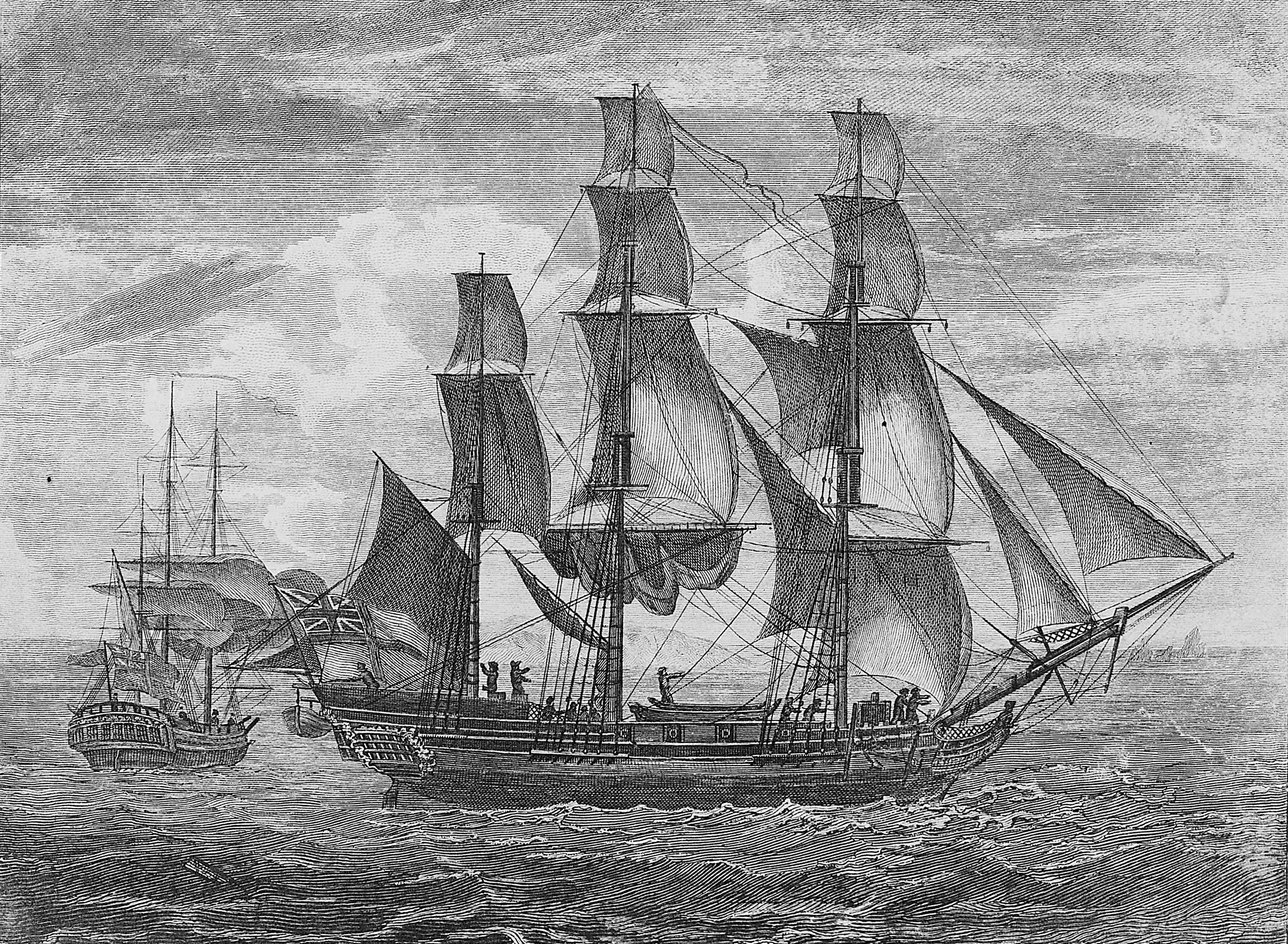
L'HMS Endeavour di James Cook, esempio di "nave" in senso stretto, cioè una tre alberi a vele quadre

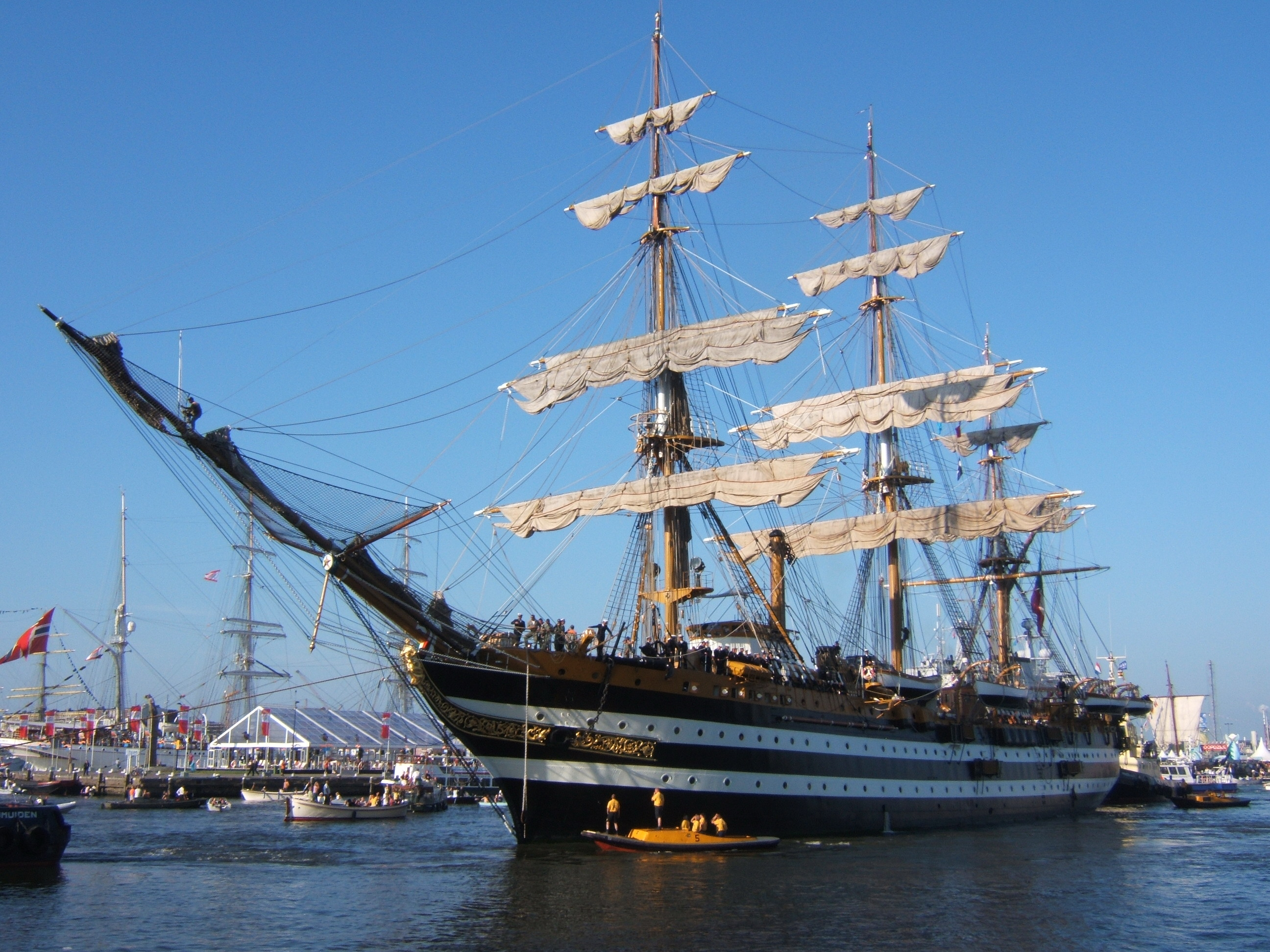
L'Amerigo Vespucci, nave a tre alberi a vele quadre della Marina Militare

La nave, in linguaggio tecnico nave attrezzata a nave (in inglese full-rigged ship o fully rigged ship), è una tipologia di veliero a tre alberi (trinchetto, maestra e mezzana) a vele quadre più il bompresso, il cui utilizzo è documentato già dal XVI secolo. Il termine "nave", che in epoca attuale viene usato in maniera generica, fino all’Ottocento indicava solo la suddetta imbarcazione. Il termine generico era invece "bastimento" (dal francese bâtiment, costruzione). Altra espressione gergale per riferirsi a questa categoria di veliero (o almeno, alla sua configurazione originaria) è "tre alberi a vele quadre", seppur nel corso della storia siano state concepite nuove varianti anche a 4 e più alberi, con caratteristiche diverse.

## Varianti

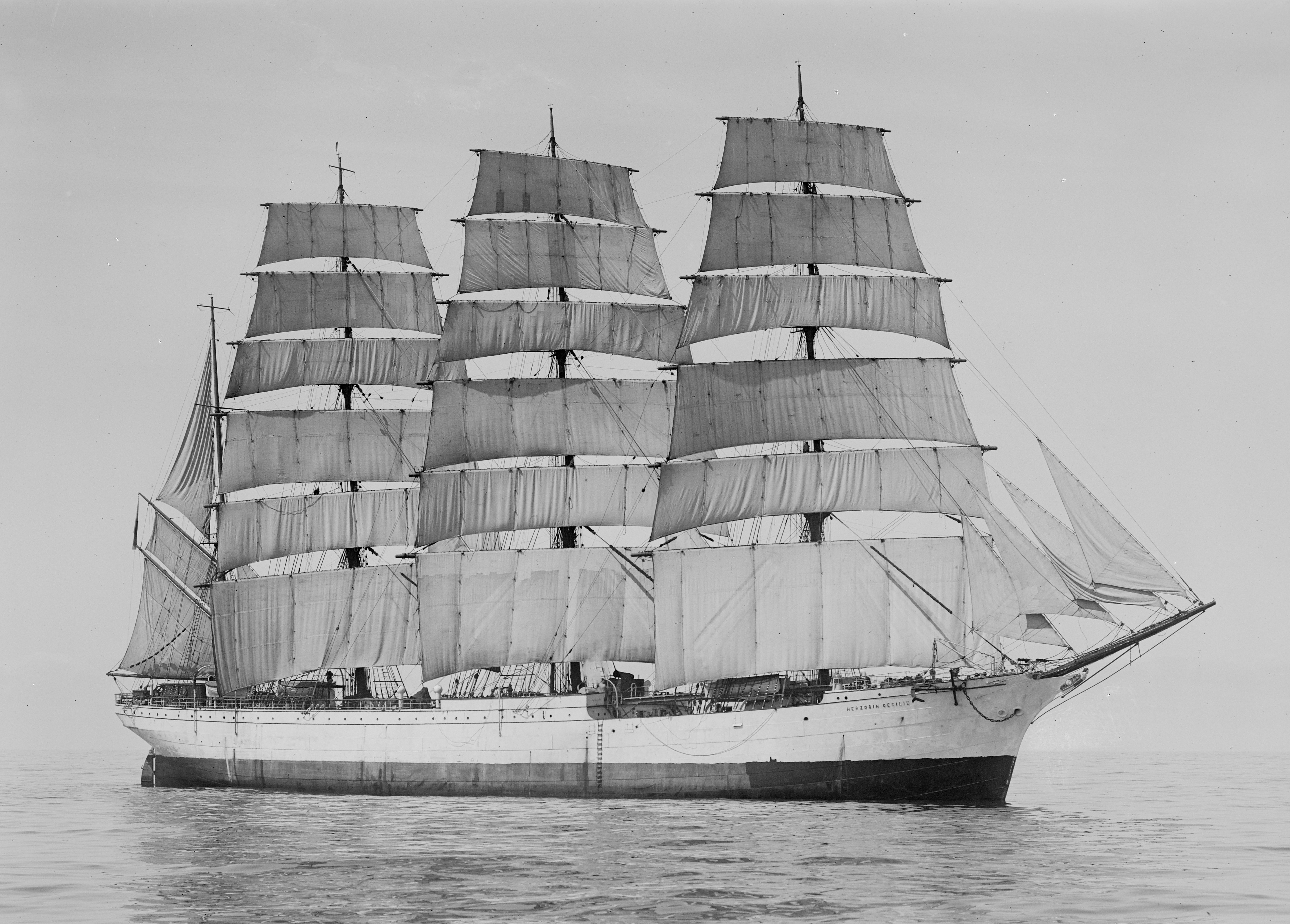
La Herzogin-Cecilie, esempio di nave a palo

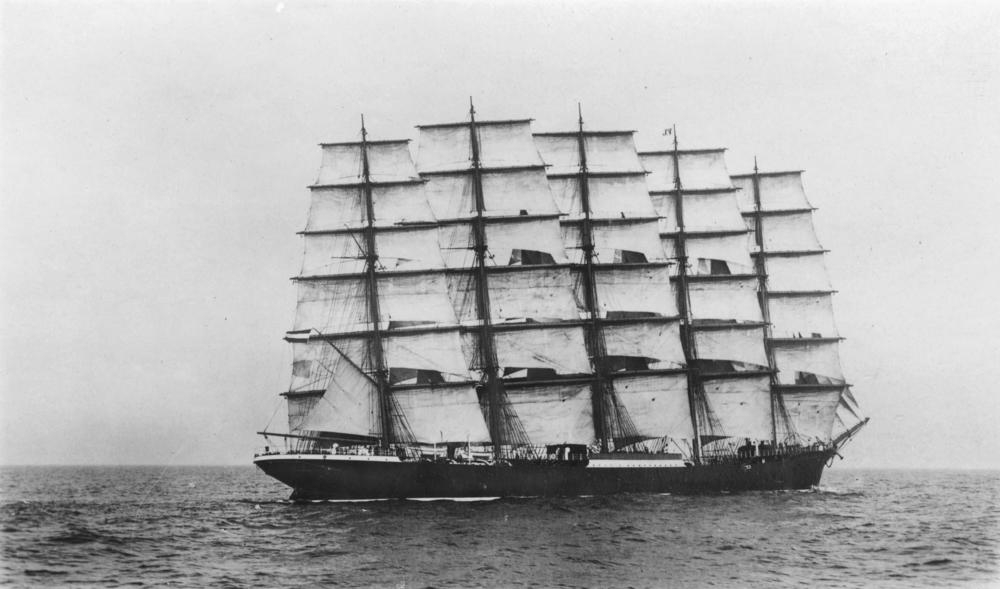
Preussen, esempio di nave a cinque alberi a vele quadre

- Nave a palo: presenta, oltre ai tre alberi a vele quadre, un quarto albero a poppavia della mezzana (il "palo") attrezzato con una randa aurica
- Nave a quattro alberi a vele quadre, in cui il "palo" ha anch’esso vele quadre
- Nave a quattro alberi a palo: presenta trinchetto, maestra, mezzana e primo "palo" a vele quadre, più il secondo "palo" con vele auriche
- Nave a cinque alberi a vele quadre: presenta tutti e 5 gli alberi (trinchetto, maestra, mezzana, primo e secondo "palo") a vele quadre
- Nave goletta, bergantina o barcobestia: ibrido fra nave e goletta, presenta tre alberi, di cui uno solo a vele quadre e due a vele auriche, più facili da manovrare.